# تیم ملی بسکتبال مردان مونتسرات
تیم ملی بسکتبال مونتسرات نماینده مونتسرات در مسابقات بین‌المللی است.